# Szentbékkálla
Szentbékkálla je obec v Maďarsku v župě Veszprém.
Rozkládá se na ploše 10,70 km² a v roce 2024 zde žilo 189 obyvatel.